# Hortensia Galeana Sánchez
Hortensia Galeana Sánchez (Ciudad de México - 6 de noviembre de 1955) es una científica mexicana. Su área de especialidad es la matemática, en la que ha hecho aportaciones a la teoría de gráficas. Es investigadora del Instituto de Matemáticas de la Universidad Nacional Autónoma de México, del que fue directora desde abril del 2022 hasta su destitución por la Junta de Gobierno de dicha universidad en diciembre del 2023.

## Formación académica
Hortensia Galeana Sánchez es egresada de la Licenciatura en Matemática de la Facultad de Ciencias de la Universidad Nacional Autónoma de México. Obtuvo su grado de Maestría en Ciencias con especialidad en Matemática en la misma institución, obteniendo la Medalla Gabino Barreda al mejor historial académico de su generación. Posteriormente obtuvo el grado de doctora en la misma universidad. Sus tres trabajos de titulación fueron publicados en la revista científica Discrete mathematics.

## Carrera profesional
Se integró a la planta docente de la Facultad de Ciencias en 1977, y en 1993 se incorporó como Investigadora en el Instituto de Matemáticas. En 1995 fue reconocida con el Premio a Jóvenes Investigadores.
Por su trayectoria académica fue reconocida en 2015 con el Premio Universidad Nacional.